# Habitat (Möbelkette)
Habitat war eine Möbelkette mit Geschäften in Großbritannien, Frankreich, Deutschland und Spanien. Das Unternehmen wurde 1992 von der Ikano-Gruppe, zu der auch IKEA gehört, übernommen und 2009 an die Gesellschaft Hilco UK verkauft. Die Filialen in Deutschland, Frankreich und Spanien wurden 2011 nach der Insolvenz von dem französischen Unternehmen CAFOM SA übernommen.

## Geschichte
Habitat wurde 1964 in London von dem britischen Designer Terence Conran gegründet. Anfangs wurden großteils exklusive Möbel verkauft, später immer mehr schlichte, zeitlose und bequeme Möbel. Die Eröffnung von Geschäften auf dem europäischen Festland begann 1973 mit dem Geschäft in Paris.
1981 ging Habitat an die Börse. 1982 fusionierte Habitat mit Mothercare, dem weltgrößten Anbieter von Babyartikeln, übernahm 1983 den Konkurrenten Heal’s und die Modekette Richard Shops. 1986 folgte die Fusion mit British Home Stores zu Storehouse PLC, einem Konzern mit fast 30.000 Mitarbeitern. Nachdem sich der Gründer Terence Conran mehr und mehr mit der Eröffnung von Restaurants und Cafés beschäftigt hatte, trennte er sich 1990 vom Konzern. Anfang der 1990er Jahre kamen neue Geschäfte in Deutschland, Frankreich und Spanien hinzu.
Nach Verlusten von Storehouse, der Muttergesellschaft von Habitat, wechselte Habitat 1992 zur Ikano-Gruppe. Ingvar Kamprad, der Eigentümer von Ikano, setzte den Schwerpunkt in Großbritannien bei Habitat wieder bei exklusiveren Möbeln (wie 1964 bei der Gründung von Habitat). Ein Großteil der Stammkunden in Großbritannien wanderte daraufhin zu anderen Anbietern ab.
2009 verkaufte Ikano die Möbelkette an die Kapitalgesellschaft Hilco UK, die sich auf Unternehmensrestrukturierungen spezialisiert.
Habitat besteht heute aus 36 Geschäften in Großbritannien, 26 in Frankreich, 4 in Spanien und 5 in Deutschland. Über Franchise-Unternehmen ist Habitat in Belgien, Luxemburg, Island, Irland und Thailand vertreten. Am 14. Juni 2017 wurde bekannt, dass Habitat all seine Geschäfte in Belgien schließt. In Portugal, Neuseeland, Polen, Schweden, Dänemark, Norwegen, Türkei, Isle of Man, Indonesien und Griechenland ist Habitat über Einzelhändler vertreten.

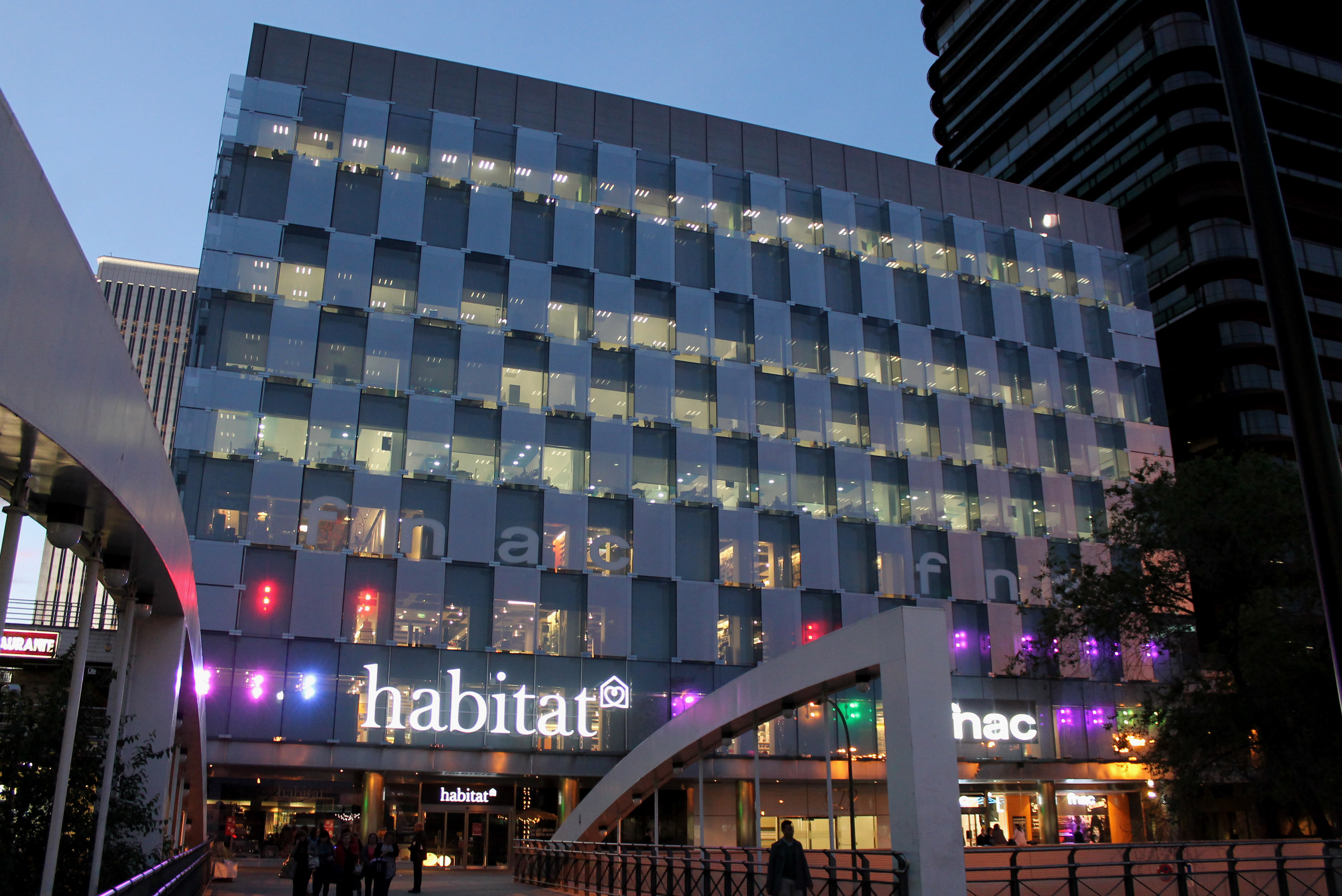
Madrid (Spanien)

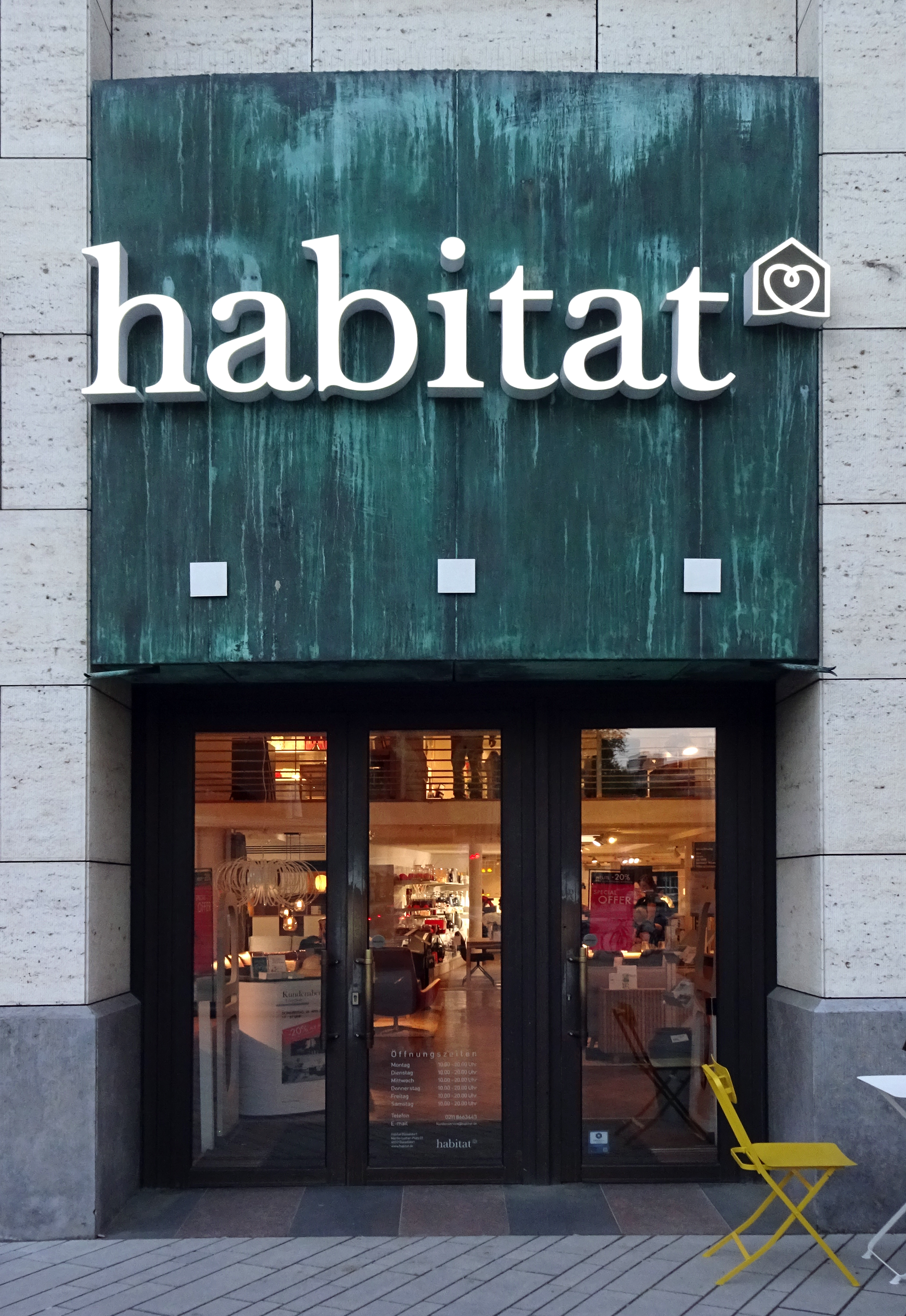
Schadow-Arkaden in Düsseldorf, Portal am Martin-Luther-Platz 22

Im Juni 2011 wurde bekannt, dass der Eigner Habitat aufgibt. Die meisten Standorte in Großbritannien befanden sich im Insolvenzverfahren, während die profitablen deutschen, spanischen und französischen Filialen verkauft werden sollten.
Die 38 Filialen in Deutschland, Frankreich und Spanien wurden von der französischen Firma Cafom mit Sitz in Paris übernommen. Die Marke Habitat sowie mehrere Filialen in London wurden an die britische Home Retail Group verkauft. Die anderen Habitat-Filialen in Großbritannien wurden geschlossen.
2016 wurde die Home Retail Group ihrerseits von J Sainsbury übernommen.
Im Dezember 2018 meldete die deutsche Habitat-Vertretung, die zu diesem Zeitpunkt in Deutschland sechs Läden betrieben hat, Insolvenz an. Im März 2019 wurde durch den Insolvenzverwalter bekannt, dass zur Jahresmitte 2019 nach dem Abverkauf des Warenbestandes sämtliche deutschen Läden der Habitat-Gruppe geschlossen werden und Habitat den deutschen Markt verlassen wird.